# Heliura klagesi
Heliura klagesi là một loài bướm đêm thuộc phân họ Arctiinae, họ Erebidae.